# Rue Saint-Sauveur (Évreux)
Pour les articles homonymes, voir Rue Saint-Sauveur.

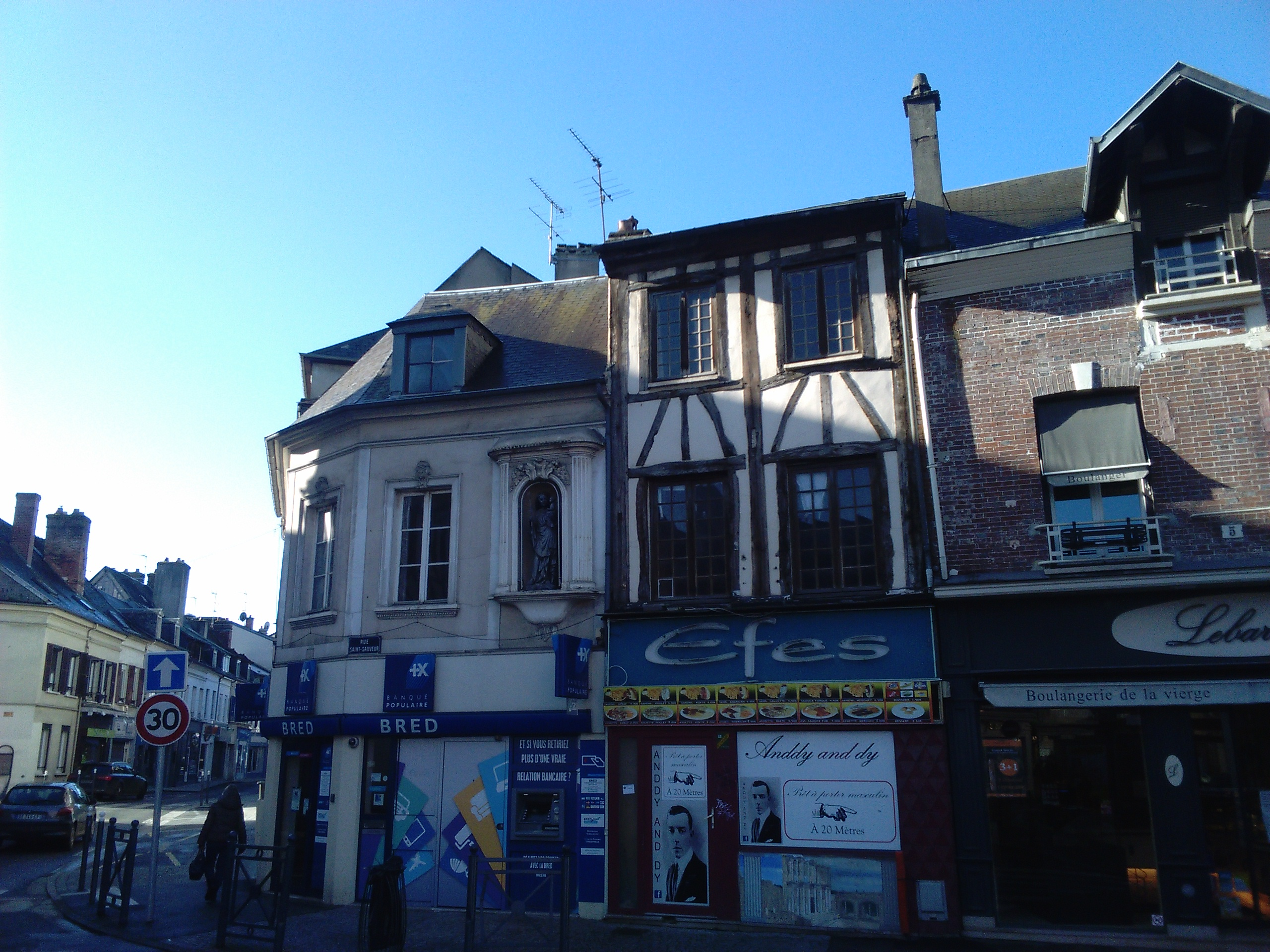
Rue Saint-Sauveur à Évreux au niveau de la place de la Vierge prés de la rue Joséphine et de la rue du Docteur-Oursel.

La rue Saint-Sauveur, est une rue à Évreux dans l’Eure en Normandie en France, elle est une ancienne voie depuis l'époque romaine allant vers le Neubourg et au-delà vers Beaumont-le-Roger et Bernay. C'est à partir de la fin de la Renaissance sous Henri IV (1590-1610) que le faubourg saint sauveur est construit. Elle s’étant de la cote Henri-Monduit ou se trouvait au XIXe siècle une fabrique de chaussure (appelé en normand galoche) à la place de la Vierge qui est une partie de la rue du Docteur-Oursel.

## Origine du nom
Elle tire son nom de l'abbaye bénédictine mauriste saint sauveur à la place du collège Paul Bert, fondé en 1050 par Richard Ier de Normandie au lieu de la rue Saint-Nicolas ; son ancien nom. Saint Sauveur fait référence au christ ressuscité symbole de la contre-réforme catholique française adorant le Christ ressuscité au matin de pâques. Les armoiries du quartier, comme celle de l'abbaye, sont blasonnées : D'azur, semé de fleur de lys d'Or à l'image de la sainte trinité d'argent, brochant sur le tout.

## Histoire
Après l'époque moderne et la Révolution française, la rue, auparavant fréquentée par les bourgeois de la ville d’Évreux, fait place à un quartier populaire et militaire comme en témoigne la caserne Tilly qui devient en 1993 l'antenne de l'université publique de Rouen à Évreux,,. La rue abrite outre les amphithéâtre universitaire de droit et de biologie ; l'université populaire d’Évreux, le tout complété par un cinéma construit en 2001  qui fut à l'origine le plus grand cinéma de France, célèbre pour son festival du film d’éducation. De plus il y a un manége équestre construit en 2015 à proximité du cinéma.

## Monuments remarquables
- Restaurant la Veille Gabelle, étoilé au guide Michelin des meilleurs restaurants[14].
- Collège Paul-Bert, architecture de la reconstruction d’après la Seconde Guerre mondiale.
- Des Lavoirs du XIXe siècle[15]
- Un multiplexe de cinéma
- Manège équestre
- Antenne universitaire de Rouen à Évreux